# 포항지방해양수산청
포항지방해양수산청(浦項地方海洋水産廳, Pohang Regional of Oceans and Fisheries)은 대한민국 해양수산부의 소속기관이다. 2015년 1월 6일 발족하였으며, 경상북도 포항시 북구 해동로 376에 위치하고 있다. 청장은 서기관 또는 기술서기관으로 보한다.

## 직무
- 해상운송사업, 선박 등록 및 검사
- 선원근로감독 등 선원 관련 업무
- 항만 운영 및 연안역 관리
- 전산기기 운영·관리와 전산업무 개발
- 항만건설공사, 항만재개발 및 항만시설 유지·보수
- 어항의 건설 및 관리
- 항로표지시설 설치·유지 및 보수
- 공유수면 관리·매립 및 연안 관리
- 해양환경보전
- 어업경영체의 등록 및 관리
- 자율관리어업공동체 지도에 관한 사항

## 연혁
- 1945년 11월 1일: 미군정청교통국 포항부두국.
- 1949년 2월 1일: 교통부 포항해사국.
- 1955년 12월 12일: 해무청 소속으로 포항지방해무청 설치. 소속기관으로 감포·강구출장소 설치.
- 1961년 10월 2일: 교통부 소속 포항지방해운국으로 개편. 감포·강구출장소 폐지.
- 1976년 3월 13일: 항만청 소속 포항지방항만관리청으로 개편.
- 1977년 12월 16일: 해운항만청 소속 포항지방해운항만청으로 개편.
- 1980년 5월 6일: 포항신항출장소 설치.
- 1996년 8월 8일: 해양수산부 소속으로 변경.
- 1997년 5월 24일: 포항지방해양수산청으로 개편.
- 1997년 5월 24일: 포항해상무선표지통제소와 포항해상무선표지소 설치.
- 1999년 5월 24일: 포항해상무선표지소 폐지.
- 2004년 2월 2일: 출장소를 해양수산사무소로 개편.
- 2004년 2월 2일: 영덕·울릉해양수산사무소 설치.
- 2005년 5월 4일: 포항해상무선표지통제소 폐지.
- 2008년 2월 29일: 국토해양부 소속 포항지방해양항만청으로 개편. 해양수산사무소를 해양사무소로 개편.
- 2013년 3월 23일: 해양수산부 소속으로 변경.
- 2015년 1월 6일: 포항지방해양수산청으로 개편. 해양사무소를 해양수산사무소로 개편.

## 관할구역
- 대구광역시
- 경상북도

## 조직

### 청장
- 운영지원과[1]
- 선원해사안전과[1]
- 항만물류과[1]
- 해양수산환경과[1]
- 항만건설과[1]
- 항로표지과[1]
- 어항건설과[1]

## 소속기관

### 포항신항해양수산사무소
포항신항해양사무소는 포항신항의 항만운영업무를 위해 설립된 대한민국 해양수산부 포항지방해양항만청 소속기관으로 해양사무소장(5급)은 행정사무관ㆍ해양수산사무관ㆍ공업사무관 또는 방송통신사무관으로 보한다. 경상북도 포항시 남구 동촌동 375-20번지에 위치하고 있다.

#### 주요 업무
- 항만의 관리 및 운영에 관한 사항
- 선박의 입ㆍ출항 신고 및 항만시설사용허가(선석 및 정박지 지정에 관한 사항을 포함한다)
- 해상운송사업 및 항만운송사업에 관한 사항
- 선원수첩 및 해기사면허증 교부
- 개항질서 및 해상교통안전에 관한 사항
- 공유수면관리에 관한 사항
- 관공선의 관리ㆍ운영 및 지도
- 항만관제실의 관리 및 운영
- 입ㆍ출항 선박에 대한 항만교통정보 제공
- 통신보안에 관한 사항
- 통신시설 및 통신장비의 관리에 관한 사항

## 같이 보기
- 포항항해상교통관제센터
- 포항해양경찰서
- 포스코
- 포항공과대학교